# Tweede Kamer
Tweede Kamer (fuldt hollandsk navn: Tweede Kamer der Staten-Generaal) er underhuset i det hollandske parlament, Generalstaterne. Ordet betyder direkte oversat andet kammer. Tweede Kamer har 150 pladser som tildeles efter forholdstalsvalg. Både Tweede Kamer og parlamentets overhus, Eerste Kamer, mødes i bygningskomplekset Binnenhof i Haag.

## Funktioner
Nye love behandles først i Tweede Kamer. Lovforslag kan fremsættes af både regeringen og parlamentsmedlemmer. Hvis et lovforslag vedtages, bliver det sendt videre til behandling i Eerste Kamer. Tweede Kamer kan stille spørgsmål til regeringen og opfordre regeringen at udføre eller undlade bestemte handlinger. En person kan ikke samtidig være medlem af parlamentet og regeringen.

## Valg
Den normale valgperiode for Tweede Kamer er fire år. Der afholdes valg tidligere hvis regeringen taber en mistillidsafstemning, en regeringskoalition bryder sammen eller hvis der ikke kan dannes en regering.

### Partier
Alle som har stemmeret, har også ret til at danne et politisk parti og stille op til valg til Tweede Kamer. Man skal betale et depositum og have 30 underskrifter med støtte fra vælgere for hvert af Hollands 20 valgdistrikter hvor man ønsker at stile op. Partierne laver kandidatlister mindst 14 dage før et valg. Kandidaterne på listen er nummererede. Kandidater som står som nummer 1 på en kandidatliste, kaldes listens lijsttrekker (listetrækker). Denne person leder normalt partiets valgkamp og er partiets kandidat til at blive ministerpræsident. To eller flere partier kan indgå valgforbund (lijstencombinatie) hvilket øger partierne chance for at vinde ydermandater. Det er muligt at have forskellige kandidatlister i de forskellige valgdistrikter, men de fleste partier har ens eller næsten ens opstilling i alle distrikter, og kandidaterne fører landsdækkende valgkamp. De store partier har dog ofte nogle regionale kandidater nederst på deres lister.

### Stemmeret
Alle statsborgere i Holland som er fyldt 18 år har stemmeret med undtagelse af personer som afsoner en fængselsstraf på mere end et år, og personer som en domstol har erklæret ude af stand til at stemme på grund af sindssygdom. Hver vælger afgiver ved valget en enkelt stemme på en af kandidaterne. Mange vælgere stemmer på en lijsttrekker, for eksempel fik Jan Peter Balkenende 2.198.114 stemmer ud af CDA's 2.608.573 stemmer ved valget i november 2006).

### Tildeling af pladser
Når valgresultatet er gjort op, tildeles pladserne i Tweede Kamer først til partier. Antallet af gyldige stemmer deles med 150 som er det samlede antal pladser for at give en grænseværdi. Det samlede antal stemmer for hvert parti deles med den fundne grænseværdi for give det første tal for mange pladser som partiet får. Partier som får færre stemmer end grænseværdien, bliver ikke repræsenterede. Alle partier som opnår mindst 75 % af grænseværdien (dvs. mindst 1 ud af 200 stemmer) får deres valgdepositum tilbagebetalt.
Efter den første tildeling af pladser bliver de resterende pladser tildelt efter D'Hondts metode hvilket giver en lille fordel til de største partier. Valgforbund deltager med de deltagende partiers samlede stemmeantal i fordelingen. Efterfølgende fordeles pladserne til partierne i valgforbundet efter den største brøks metode.
Når der er kendt hvor mange pladser et parti har fået, tildeles pladserne som hovedregel til kandidaterne i den rækkefølge som de opført i på partiets valgliste. Kandidater som har opnået mere end 25 % af grænseværdien, dvs. mere end 0,1675 % af det samlede antal stemmer ved valget, bliver dog tildelt de første pladser, og kan derved sprænge partilisten. Ved valget i november 2006 blev kun en kandidat valgt udelukkende på grund af sine personlige stemmer. 26 andre kandidater fik også nok stemmer til at blive valgt på grund af det personlige stemmetal, men ville også være valgt på grund af deres placering på partilisten.
Hvis en kandidat ikke kan indtage sin plads i Tweede Kamer, for eksempel fordi kandidaten bliver minister, går pladsen til den næste kandidat på partilisten.

## Historie
Indtil 1956 var der 100 pladser i Tweede Kamer. Det blev udvidet til 150 pladser som der er nu.